# 平野零児
平野 零児（ひらの れいじ、1897年〈明治30年〉2月6日 - 1961年〈昭和36年〉8月26日）は、日本の作家。
兵庫県出身。戦前、戦後に活躍した。

## 来歴
旧篠山藩士内山駒次郎の六男として、兵庫県多紀郡大山村北野新田（現在の丹波篠山市北野新田）で生誕。その後平野力三郎の養子になり平野姓になった。平野氏は戦国時代、味間南城主として多紀郡の有力国人酒井氏に属し、織田氏の丹波平定によって没落した土豪であった。本名は平野嶺夫である。
東京英語学校在学中に作家を志し、馬場孤蝶の弟子になった。1918年に東京日日新聞（現在の毎日新聞社）に入社、その後、中央公論社（現在の中央公論新社）と文藝春秋社の特派員として中国に渡った。このころから作家として活動し始めた。当時の作品は中国大陸を舞台とした軍事小説が多かった。後に出版した『人間改造』によれば、自身について「自分から人はいいが酒飲みで横着でズボラ、そのくせ如才なく立ちまわり、何事にもちょっと気のきいたことをいってみなければならないといったごく普通の人間だ」と評している。
また、関東軍将校で張作霖爆殺事件を指揮した河本大作の義弟で、平野の手による『文藝春秋』1954年12月号掲載の「私が張作霖を爆殺した」の告白記事を掲載したが、これは中国抑留中の収容所内で行われたものではなく、井星英「張作霖爆殺事件の真相（一）」（『芸林』1982年6月号掲載）によれば、河本大作の満洲炭鉱株式会社理事長時代の秘書平田九郎が、将来河本大作伝作成の資料とするため、平野を満炭嘱託とし時々河本をインタビューして記録させたという。この原稿を平田が書き写し河本の娘に渡したものが記事になったという。現在もその時の複写が防衛研修所戦史部に収めてあるという。
終戦直前に河本を頼り中華民国山東省太原に身を寄せた。そこで閻錫山の中国国民党の山西軍に協力して反共活動に従事したことから、中国共産党に逮捕され政治犯収容所に投獄された。
1956年に帰国、その後本格的な作家活動に入った。日本エッセイストクラブ、東京作家クラブ、文春クラブの会員として活動したほか、岡倉天心や生前懇意にしていた直木三十五の顕彰事業に心血を注いだ。また河本大作の伝記も出版している。
1961年7月から神戸新聞で「学校太平記」の連載を始めたが死病（骨ガン）にかかり8月26日に自宅近くの横浜市内の病院で死去。享年64。

## 著作

### 著書
- 『航空ニッポン』内外社、1932年6月。 NCID BN14176430。全国書誌番号:47000469。
- 『満蒙彩描』平原社、1933年11月。 NCID BA46275532。全国書誌番号:47021486。
- 『満蒙の秘密室』平原社、1936年1月。全国書誌番号:46073247。
- 『蒙古の唄』平原社、1941年2月。 NCID BA53821778。全国書誌番号:46074167。
- 『近代戦の正体』六人社〈ニュース文庫〉、1937年12月。全国書誌番号:44060157。
- 『満蒙の嵐』平原社、1937年2月。 NCID BB12161121。全国書誌番号:46073379。
- 『マンゴウの雨』天佑書房、1944年5月。 NCID BA53305972。全国書誌番号:46030199。
- 『人間改造 私は中国の戦犯であった』三一書房、1956年12月。 NCID BN1405814X。全国書誌番号:57001766。
- 『中共虜囚記』毎日新聞社、1957年1月。 NCID BN12736920。全国書誌番号:57011743。
- 『満州の陰謀者 河本大作の運命的な足あと』自由国民社、1959年2月。 NCID BN08473114。全国書誌番号:59003312。
- 平野零児を本にする会 編『らいちゃん 平野零児随想集』平野零児遺稿刊行会、1962年11月。 NCID BA41703173。全国書誌番号:81032620。
- 『平野零児 座談会・対談』竜渓書舎〈南方徴用作家叢書 ビルマ篇 14〉、2010年2月。 NCID BB01241863。全国書誌番号:21728434。

### 新聞連載
- 「西陣太平記」 京都新聞掲載
- 「みなと太平記」 神戸新聞掲載
- 「学校太平記」　神戸新聞掲載（絶筆・未完）